# (6693) 1986 CC2
(6693) 1986 CC2 (1986 CC2, 1962 PJ, 1973 QJ1) — астероїд головного поясу, відкритий 12 лютого 1986 року.
Тіссеранів параметр щодо Юпітера — 3,469.